# Samah Subay
Samah Subay (em árabe: سماح سبيع) é uma advogada iemenita que trabalha para fornecer apoio jurídico a famílias que tiveram filhos 'desaparecidos'. Esses desaparecidos são resultado da Guerra Civil do Iêmen (2015–presente), em que muitas pessoas foram detidas, torturadas e mantidas em locais desconhecidos. Como resultado, as famílias não sabem onde ou quando seus membros foram detidos ou se estão bem.
Como resultado de seu trabalho, Subay foi incluída na lista da BBC de 100 mulheres inspiradoras e influentes de todo o mundo em 2019.